# Giovanni Battista Alfieri
Giovanni Battista Pellegrino Alfieri, conte di Cortemiglia (* 15. Januar 1697 in Asti; † 1. April 1763 in Cagliari) war ein General und Vizekönig des Königreiches Sardinien-Piemont. Er war verwandt mit dem Schriftsteller Vittorio Alfieri und mit dem Architekten Benedetto Alfieri.

## Leben
Giovanni Battista Alfieri wurde zum Infanterieoffizier ausgebildet. Als Stabsoffizier nahm er mit den Milizregimentern Mondovì und Vercelli am Österreichischen Erbfolgekrieg teil und zeichnete sich bei Ventimiglia aus. 1745 übernahm er den Befehl über die Kräfte im Susatal. 1754 kommandierte er das Linienregiment La Regina, im folgenden Jahr dann das Regiment Fucilieri di Sua Altezza Reale. Alfieri wurde 1757 Generalmajor und 1758 Gouverneur von Cuneo, 1761 Generalleutnant und 1762 Vizekönig von Sardinien. Er starb dort im Jahr 1763 und wurde in der Kathedrale von Cagliari bestattet.